# Pogrom de Bacu
O pogrom de Bacu (em armênio/arménio:  Բաքվի ջարդեր, Bakvi jarder) foi um pogrom dirigido contra os habitantes de etnia armênia de Bacu, RSS do Azerbaijão. Em 12 de janeiro de 1990 teve início um período de violência de sete dias, durante o qual armênios foram espancados, assassinados e expulsos da cidade, além de ataques à residências, roubos e incêndios criminosos. De acordo com Robert Kushen, repórter da Human Rights Watch, "a ação não foi totalmente (ou talvez nem um pouco) espontânea, já que os agressores tinham listas de armênios e seus endereços".
O pogrom contra armênios em Bacu ocorreu no contexto da Primeira Guerra de Nagorno-Carabaque, em resposta às demandas dos armênios de Nagorno-Carabaque de se separarem do Azerbaijão e se unirem à Armênia.

## Contexto
O pogrom de armênios em Bacu não foi um evento espontâneo e único, mas foi um entre as séries de violência étnica empregada pelos azerbaijanos contra a população armênia durante a Primeira Guerra do Nagorno-Carabaque. Em 1988, os armênios da região, um enclave étnico armênio incorporado ao Azerbaijão soviético, começaram a expressar suas demandas pela unificação do enclave com a Armênia. Em 20 de fevereiro de 1988, o Soviete dos Deputados do Povo em Carabaque votou para solicitar a transferência da região para a Armênia. Este processo ocorreu à luz das novas políticas econômicas e políticas, a Perestroika e a Glasnost, introduzidas pelo novo Secretário-Geral da União Soviética Mikhail Gorbachev que havia chegado ao poder em 10 de março de 1985. Esta ação sem precedentes por um soviete regional trouxe dezenas de milhares de manifestações em Stepanakert e Erevã, mas Moscou rejeitou as exigências dos armênios rotulando-as como "nacionalistas" e "extremistas". No dia seguinte, manifestações foram realizadas por azerbaijanos em Bacu e outras cidades contra a unificação de região com a Armênia, durante as quais fortes sentimentos anti-armênios foram expressos sob bordões como "Morte aos armênios" e "Armênios fora do Azerbaijão".
Em 27 de fevereiro de 1988, um massivo pogrom foi realizado em Sumgait, durante o qual a população armênia da cidade foi brutalmente massacrada e expulsa. O pogrom de Sumgait foi seguido por outro em Kirovabad (hoje Ganja), a segunda maior cidade do Azerbaijão, quando todos os armênios foram expulsos. Na primavera e no verão de 1988, as tensões étnicas aumentaram entre os armênios e os azerbaijanos. Após a tragédia de Sumgait, uma migração massiva de armênios do Azerbaijão e azerbaijanos da Armênia começou. Em 1989, os armênios se concentraram apenas onde já havia uma comunidade bem estabelecida, incluindo Bacu. No início de 1990, havia apenas cerca de 30-40 mil armênios restantes na capital azeri, principalmente mulheres e aposentados. Similarmente, no final de 1988, dezenas de aldeias na Armênia ficaram desertas, com a saída da maioria dos mais de 200.000 azerbaijanos e curdos muçulmanos da Armênia.
Em dezembro de 1989, os Sovietes Supremos da RSS armênia e de Nagorno-Carabaque aprovaram uma resolução sobre a unificação formal, de acordo com a lei soviética sobre o direito do povo à autodeterminação. O pogrom dos armênios em Bacu ocorreu logo depois e, de acordo com várias fontes, foi uma resposta direta a esta resolução.

## O pogrom
Em janeiro de 1990, o Azerbaijão estava em crise. Grandes manifestações da Frente Popular do Azerbaijão aconteceram em Bacu. Em 12 de janeiro, uma manifestação de massa ocorreu na Praça Lênin da cidade, durante a qual os nacionalistas radicais da Frente Popular, anticomunista, convocaram o povo pela defesa da soberania do Azerbaijão contra as demandas dos armênios. Ao mesmo tempo, grupos de jovens azerbaijanos perambulavam pelas ruas, aterrorizando cidadãos armênios e incentivando-os a deixar a cidade.
A retórica de alguns líderes da Frente Popular, que incluía apelos à deportação dos armênios do Azerbaijão, era pelo menos prejudicial às relações com a população armênia; essa retórica não foi significativamente diminuída durante os pogroms.
Thomas de Waal chamou este pogrom de a primeira parte do "Janeiro Negro" uma tragédia com cerca de 90 vítimas armênias. Segundo ele, a princípio uma grande multidão se reuniu na Praça Lênin de Bacu, e ao anoitecer diferentes grupos se separaram dos manifestantes da Frente Popular do Azerbaijão e começaram a atacar os armênios. Como em Sumgait, as atividades eram caracterizadas por extrema crueldade: a área do bairro armênio tornou-se uma arena de assassinatos em massa. Durante os "pogroms em Bacu, casas armênias foram incendiadas e saqueadas, enquanto muitos armênios foram mortos ou feridos". Kirill Stolyarov em seu livro "Break-up" descreve espancamentos de idosos, a expulsão de pessoas de suas casas, pessoas sendo ateadas em fogo vivas e outros casos de selvageria. O semanário Soyuz em 19 de maio de 1990 relatou "... durante os pogroms armênios em Bacu, uma multidão violenta literalmente despedaçou um homem e seus restos mortais foram jogados em uma lata de lixo". Aleksei Vasiliev, um soldado azeri do exército soviético testemunhou ter visto uma mulher nua sendo jogada pela janela para o fogo em que sua mobília estava queimando.

Os eventos em Bacu foram descritos em um relatório do partido estatal armênio no Comitê da ONU pela eliminação da discriminação contra as mulheres, em 27 de julho de 1997:
Durante cinco dias de janeiro de 1990, a comunidade armênia de Bacu, capital do Azerbaijão, foi morta, torturada, roubada e humilhada. Mulheres grávidas e bebês foram molestados, meninas foram estupradas na frente dos olhos de seus pais, cruzes cristãs foram queimadas em suas costas e elas foram abusadas por sua fé cristã.
Bill Keller, que estava em Bacu após os eventos, em matéria para o The New York Times escreveu:
Aqui e ali, janelas com tábuas ou paredes enegrecidas de fuligem marcam um apartamento onde os armênios foram expulsos por turbas e seus pertences incendiados nas varandas. A Igreja Ortodoxa Armênia, cuja congregação foi esvaziada nos últimos dois anos por uma emigração baseada no medo, é agora uma ruína carbonizada. Um vizinho disse que os bombeiros e a polícia assistiram sem intervir enquanto vândalos destruíam o prédio no início do ano.
Em 15 de janeiro, a Rádio Liberty relatou: "Multidões em fúria mataram pelo menos 25 pessoas na noite de 14 no distrito armênio de Bacu - capital da república soviética do Azerbaijão. De acordo com as informações preliminares, o número de mortos chega a 25”.

De acordo com o jornal Izvestya em 15 de janeiro de 1990:
Em 13 de janeiro de 1990, após as 17h, uma multidão de cerca de 50.000 pessoas que estavam saindo de uma manifestação na praça Lênin, se dividindo em grupos, cometeram pogroms, destruições, incêndios criminosos, violência e assassinatos ... uma enorme multidão gritava slogans glória aos heróis de Sumgait e "viva Bacu sem armênios". 
No artigo publicado em 18 de janeiro de 1990, o jornal Izvestiya relatou:
Em 16 de janeiro, 64 casos de pogroms foram identificados, quando os armênios se tornaram as vítimas... No distrito de Lenin, na capital, foram encontrados 4 corpos não identificados queimados. No dia anterior, З0 armênios cativos foram libertados. 
Em 19 de janeiro de 1990, o Izvestiya relatou: "Em 17 de janeiro, 45 pogroms e incêndios criminosos em casas residenciais em Bacu foram cometidos". 

Outro artigo publicado no The New York Times em 19 de janeiro de 1990 dizia:
O Azerbaijão não é a Lituânia... Nacionalistas na Lituânia estão lutando para conquistar a independência de Moscou por meios políticos não violentos. Nacionalistas no Azerbaijão também falam em independência, mas seu protesto inclui pogroms sangrentos contra seus vizinhos armênios.
O próprio Etibar Mammadov, um dos líderes da Frente Nacional do Azerbaijão, testemunhou as crueldades e a falta de intervenção oficial:
“Eu mesmo testemunhei o assassinato de dois armênios perto da estação ferroviária. Uma multidão se reuniu, jogou gasolina sobre eles e queimou-os, enquanto a divisão da milícia regional estava a apenas 200 metros de distância, com cerca de 400–500 soldados das forças internas. Os soldados passaram pelos corpos em chamas a uma distância de cerca de 20 metros, e ninguém tentou circundar a área e dissolver a multidão."
O poeta russo David Samoylov, referindo-se aos pogroms de Bacu, fez uma anotação em seu diário em 18 de janeiro: "As atrocidades no Azerbaijão são chocantes. Os pensamentos são apenas sobre isso."
Assim, o pogrom em Bacu resultou em inúmeras baixas humanas; dezenas de milhares de armênios perderam suas casas e foram deportados do país - isso foi reconhecido pelo presidente do Soviete da União, Yevgeny Primakov, em sessão fechada do Conselho Supremo da URSS no dia 5 de março de 1990. As vítimas do pogrom não eram apenas armênios, mas também "os judeus, ossétios, georgianos e todos os outros que se pareciam com armênios em maior ou menor grau. Eles estavam batendo no rosto, não no passaporte."

O pogrom durou cerca de sete dias, durante os quais as autoridades centrais pouco fizeram para impedir a violência, sendo que nenhum estado de emergência foi declarado em Bacu. A polícia não respondeu aos apelos das vítimas. Várias testemunhas disseram ao Helsinki Watch/Memorial que "abordaram milicianos (policiais) na rua para relatar ataques próximos a armênios, mas os milicianos não fizeram nada". Muitos depoimentos confirmam que a polícia deliberadamente não fez nada para pôr fim ao pogrom e que tudo foi organizado com antecedência, pois os criadores do pogrom sabiam exatamente onde os armênios viviam. Azaddin Gyulmamedov, um jovem azeri que participou do comício em Bacu no dia 13 e testemunhou o início da violência anti-armênia, deu o seguinte depoimento:
Fomos ver o que estava acontecendo. Vimos esses caras nas ruas. Não sei quem eles eram - viciados em drogas, talvez. Eles tinham paus e porretes e listas de armênios e onde viviam. Eles queriam arrombar as portas dos apartamentos dos armênios e expulsá-los. A polícia não fez nada. Eles apenas ficaram parados e observaram. O mesmo acontecia com os soldados, que tinham armas. Pedimos a eles que ajudassem. Havia cerca de uma dúzia de soldados e dez de nós, e havia cerca de vinte na gangue, mas os soldados não ajudaram. Eles disseram: 'Você pode fazer isso sozinho, Blackie. Não estamos nos envolvendo."

## Depoimentos de testemunhas oculares
O campeão mundial de xadrez Garry Kasparov, cuja mãe era armênia, e sua família estavam entre os evacuados. Como testemunha ocular, ele contou mais tarde:
Ninguém iria deter os pogroms armênios em Bacu, embora houvesse 11 mil soldados das tropas internas na cidade. Ninguém iria intervir até que a limpeza étnica fosse realizada. Os pogroms estavam acontecendo não em um lugar aleatório, mas na enorme capital com blocos de apartamentos. Em uma megalópole como Bacu, a multidão simplesmente não consegue realizar operações direcionadas como essa. Quando os criadores do pogrom vão propositadamente de um distrito para outro, de um apartamento para outro, isso significa que eles receberam os endereços e que tinham um coordenador.
A sobrevivente do massacre, Emma Bagdasarova, (atualmente cidadã americana) deu o seguinte relato:
Quando as surras começaram, meu primo foi espancado em um bonde. Eles amarraram suas mãos nos trilhos e começaram a bater. Quando ele nos chamou, voltamos para casa, ele estava meio morto... Ele estava todo amarrado. A polícia não fez nada, pois eu sabia que eles estavam até ajudando na surra... Logo recebemos um telefonema e nos disseram que eles viriam nos matar à noite.
Nas palavras de outro sobrevivente, Roald Reshetnikov:
O trem ficou muito tempo parado, e os da Frente Nacional jogavam coisas por aí ... pegavam as malas dos armênios, abriam as malas, espalhavam coisas na plataforma. As crianças choravam, algumas estavam com o rosto ensanguentado, as coisas estavam por toda parte na plataforma... E quando eu caminhei um pouco mais ao longo da plataforma, de repente, ouvi um grito selvagem. Então me disseram, como eu não tinha visto, havia uma mulher literalmente rasgada ao meio...

## Consequências
Em 20 de janeiro de 1990, depois que a população armênia já havia sido expulsa da cidade, as tropas soviéticas intervieram em Bacu e o estado de lei marcial foi declarado. Isso, entretanto, não cumpriu seu objetivo oficialmente declarado de reprimir a violência, pois a maioria dos armênios fugiu de Bacu. No final de abril de 1993, estimava-se que apenas entre 18-20.000 armênios permaneciam em Bacu, a maioria na clandestinidade.

O Deputado Nacional da URSS, Nikolai Petrushenko, expressou sua preocupação com a indiferença ou conluio do governo azeri, assim como Vadim Bakatin, Ministro de Assuntos Internos da URSS. As autoridades, portanto, não apenas falharam em conter os ataques anti-armênios, mas também levantaram sérias dúvidas sobre se os soviéticos desejavam deter a violência ou apenas manter o poder em Bacu.

Um artigo do Moscow News, datado de 4 de fevereiro de 1990, relatou  :
Ao contrário de Sumgait, o exército soviético atrasou-se em Bacu não por 3 horas, mas por uma semana inteira. Além disso, para deter os pogroms, foi suficiente deixar entrar as forças da guarnição do exército de Bacu e as tropas internas. As tropas entraram na cidade capturadas com pogroms não para detê-los, mas para evitar a tomada final do poder pela Frente Popular do Azerbaijão, planejada para 20 de janeiro.
Leila Yunusova, membro da Frente Nacional do Azerbaijão, disse que esses atos foram apoiados pelas autoridades do Estado "por serem a favor das ideias da direita da Frente Nacional. As autoridades da República fecharam os olhos também sobre as intenções da direita azerbaijana de intensificar o confronto com a Armênia... o incêndio criminoso da igreja armênia sem intervenção policial foi um dos exemplos dessa política.
O pogrom em Bacu foi em muitos aspectos comparado ao pogrom em Sumgait em 1988. O fato de os perpetradores do pogrom de Sumgait não terem recebido a punição devida e que as informações reais sobre o pogrom foram censuradas e escondidas do público, em grande parte contribuíram para a repetição de eventos análogos em Bacu em 1990. As formas e meios empregados contra os armênios em Bacu também foram semelhantes aos empregados em Sumgait.
O jornal Novaya Zhizn na época dos pogroms relatou: "O número de armênios mortos em Bacu já ultrapassou o de Sumgait; esta nova tragédia foi a consequência direta das autoridades tentarem silenciar a primeira."

Em 1990, uma "Carta Aberta sobre Pogroms Anti-Armênios na União Soviética" foi iniciada pelo Comitê de Vigilância do Tratado de Helsinque da França e intelectuais do College International de Philosophie, Paris :
Em janeiro de 1990, os pogroms continuaram em Bacu e em outras partes do Azerbaijão. O simples fato de que esses pogroms se repetiram e o fato de seguirem o mesmo padrão nos leva a pensar que esses eventos trágicos não são acidentes ou explosões espontâneas.
O Parlamento Europeu (julho de 1988, par. 1, C) aprovou uma resolução que "condena a violência empregada contra os manifestantes armênios no Azerbaijão" e anunciou:
A deterioração da situação política, que levou a pogroms anti-armênios em Sumgait e a graves atos de violência em Bacu, é em si uma ameaça à segurança dos armênios que vivem no Azerbaijão.
Fontes não oficiais estimam que o número de armênios que vivem no território azeri fora de Nagorno-Carabaque é de cerca de 2.000 a 3.000, e compreende quase exclusivamente pessoas casadas com azeris ou de ascendência mista armênio-azeri. O número de armênios que provavelmente não são casados com azeris e não são de ascendência mista armênio-azeri é estimado em 645 (36 homens e 609 mulheres) e mais da metade (378 ou 59 por cento dos armênios no Azerbaijão fora de Nagorno-Carabaque) moram em Bacu e o resto nas áreas rurais. Provavelmente são idosos e doentes e provavelmente não têm outros membros da família.

## Publicações
- «Pogrom» / Washington Post, Washington, DC (21 de janeiro de 1990)
- Yurchenko, Boris, "Uma multidão de armênios e russos que fugiram da violência na capital do Azerbaijão, Baku, registra-se quinta-feira para socorro em um centro de emergência em Moscou", Free Press, Detroit (26 de janeiro de 1990)
- Whitney, Craig R., "Quando os impérios caem, nem todo mundo acaba com um estado próprio", New York Times National (14 de abril de 1991)
- А. Головков, Проникающее ранение / Огонёк, 6, 1990
- Human Rights Watch. "Jogando a" Carta Comunal ": Violência Comunal e Direitos Humanos"
- "Conflito na União Soviética: Janeiro Negro no Azerbaijão", de Robert Kushen, 1991, Human Rights Watch,ISBN 1-56432-027-8
- JTA, "Judeus entre as vítimas do Azerbaijão", Washington Jewish Week, Washington, DC (18 de janeiro de 1990)
- Feldmenn, Linda, "Soviet Rein in Azeri Nationalists", Christian Science Monitor (29 de janeiro de 1990)
- The New York Times . "Nacionalismo no seu pior". 19 de janeiro de 1990
- Astvatsaturian Turcotte, Anna (2012). Nowhere, a Story of Exile. [S.l.]: hybooksonline.com. ISBN 978-09857864-1-0978-09857864-1-0